# Дебељаци
Дебељаци су насељено мјесто и сједиште мјесне заједнице на подручју града Бање Луке, Република Српска, БиХ. Мјесна заједница обухвата насељена мјеста Дебељаци и Понир. Према подацима пописа становништва 2013. године, у овом насељеном мјесту је пописано 1.219 лица.

## Географски положај
Налази се на 200-500 метара надморске висине, површине 8,62 km², удаљено око 6 км од градског центра.
Сједиште је истоимене мјесне заједнице. Дјелимично је збијеног типа, а засеоци су: Бијели поток, Гавранићи, Дебељаци, Костићи и Ђурлићи. Смјештено је на лијевој обали ријеке Врбање и на обронцима околних брда, дјелимично прекривених бјелогоричном шумом. Познатији водотоци су: Бијели, Дубоки, Крушковачки и поток Међаш, а већи извори су Чурма и Швабино врело.

## Историјат
Праисторијска градина налази се на платоу изнад Бијелог потока и ријеке Врбање. На локалитету Хајдучка пећина пронађени су остаци керамике, а у пећини Мишарици - келт (ратна сјекира) и керамика из касног бронзаног доба.
У Другом свјетском рату хрватско становништво махом је приступило војним јединицама у служби НДХ. На Васкрс, 5. априла 1942, усташе су у засеоку Бијели поток убиле 52 српска цивила, којима је на том мјесту подигнут споменик (2002) и спомен-кућа (2016). За вријеме рата 1992-1995. погинула су 63 борца ВРС.
Мањи број мјештана бави се пољопривредом, док је већина запослена у Бањој Луци. Основна школа отворена је тридесетих година ХХ вијека, а 2016. радила је као петогодишња, у саставу ОШ "Станко Ракита" из Врбање. Гробља су у засеоцима Бијели поток и Ђурлићи, а најближа православна црква је у насељу Врбања. Католичка Црква Свете Терезије од дјетета Исуса саграђена је 1981, а срушена 1995. године. Тада су страдали жупник Филип Лукенда и часна сестра Цецилија
Гргић. Црква је обновљена 2005. године. Капела Светог Јакова, на католичком гробљу, подигнута је осамдесетих година ХХ вијека. КУД "14. фебруар" основано је 2007. године. Село је добило електричну енергију крајем шездесетих и почетком седамдесетих година ХХ вијека, а телефонске прикључке 1981. године. Дио села снабдијевао се водом из челиначког водовода (од осамдесетих година ХХ вијека), а дио са каптираних извора. У другој деценији XXI вијека мјештани се снабдијевају водом углавном из бањалучког водовода. У том периоду кроз село је спроведена и улична расвјета и дјелимично изграђена канализациона мрежа. Дио сеоских путева асфалтиран је у више етапа, прије и послије рата 1992-1995, а пут до спомен-обиљежја у Бијелом потоку 2011. године. Кроз атар пролази пруга Бања Лука - Добој. У селу је 2016. радило неколико продавница.

## Становништво
Дебељаци су 1879. имали 36 домаћинстава и 250 становника (католика); 1895. - 327 становника; 1921. - 390; 1948. - 718; 1971. - 1.006; 1991. - 1.103 (931 Хрват, 72 Србина, 44 Југословена, два Муслимана и 54 из реда осталих); 2013. - 364 домаћинства и 1.190 становника (од којих 1.129 Срба и 45 Хрвата).
За вријеме Одбрамбено-отаџбинског рата 1992—1995. национална структура становништва се измијенила. Већина хрватских породица се одселила, а доселиле су се српске породице прогнане из Хрватске и ФБиХ. Старосједилачке српске породице су: Адамовић, Костић - славе Јовањдан; Вујасиновић - Св. врачеве; Вученовић - Ђурђевдан; Кавић - Аранђеловдан; Милинковић - Илиндан; Раца - Видовдан; Томић - Часне вериге; Ђурлић - Никољдан; Чулић - Св. Стефана. Неке од породица које су се доселиле послије рата 1992-1995: Алавања, Бенић, Брњић, Бузанчић, Голубовић, дио Дешића, Ђерић, дио Јокановића, Јовић, Кекеровић, Кљајић, Козомара, Костић, Лолић, дио Мајсторовића, Пекез, Петковић, дио Потајаца, Сузић, Тркуља, Цвијан, дио Шарића - славе Јовањдан; Бабић, Бошковић, Ђурашиновић, Мирковић - Мратиндан; Бандић, дио Ђукића - Лучиндан; Босанчић, Вуксан, дио Јокановића, дио Милошевића, Павловић, Савановић, дио Славнића, Ступар, дио Убовића, дио Шарића, Шелвер - Часне вериге; Батић, Васић, Вукобрат, дио Ђукића, Јанковић, дио Јовановића, дио Карановића, Керезовић, Кеча, Клашња, Мајкић, дио Мајсторовића, дио Марића, Мудринић, Невић, дио Петровића, Радумило, дио Убовића, дио Шарића - Ђурђевдан; Бркић, Војводић, Глигоријевић, Даниловић, Драшковић, Каран, дио Ковачевића, Метлић, Милишић, дио Милошевића, Милутин, Нерц, Полетан, дио Потајаца, Праштало, Рибић, Ристић, Роквић, Савић, Симић, Узелац, Црногорац, Чучић, Штрбац - Никољдан; Врањеш, дио Дешића, Лазаревић, Михајловић - Аранђеловдан; дио Ђукића, Иветић, Јагодић, Јакшић, дио Ковачевића, дио Марића, Миљевић, Никодиновић, Павичић, Пачавра, дио Поповића, Судар, Шаиновић - Св. Стефана; Инђић, дио Ковачевића, Кокановић, Милиновић, Пејић, дио Петровића, дио Поповића, дио Славнића - Св. Трифуна; дио Јовановића, Љубоја, Спасојевић - Марковдан; дио Карановића, Малетић - Св. Пантелејмона; дио Ковачевића, Милојевић,Шуњка - Илиндан; Љепојевић - Томиндан; Николић
- Св. врачеве; Совиљ, Црнић - Лазареву суботу. Неке од хрватских породица су: Вуковић, Јурић, Ошап, Ћосић, Фрањић, Чавраг и Шокчић.
|             | 2013.          | 1991.          | 1981.        | 1971.          |
| Укупно      | 1 219 (100,0%) | 1 073 (100,0%) | 993 (100,0%) | 1 006 (100,0%) |
| Срби        | 1 155 (94,75%) | 73 (6,803%)    | 68 (6,848%)  | 127 (12,62%)   |
| Хрвати      | 47 (3,856%)    | 894 (83,32%)   | 890 (89,63%) | 877 (87,18%)   |
| Бошњаци     | 8 (0,656%)     | 2 (0,186%)1    | –            | –              |
| Неизјашњени | 4 (0,328%)     | –              | –            | –              |
| Југословени | 2 (0,164%)     | 46 (4,287%)    | 28 (2,820%)  | 1 (0,099%)     |
| Украјинци   | 2 (0,164%)     | –              | –            | –              |
| Непознато   | 1 (0,082%)     | –              | –            | –              |
| Остали      | –              | 58 (5,405%)    | 5 (0,504%)   | 1 (0,099%)     |
| Црногорци   | –              | –              | 1 (0,101%)   | –              |
| Албанци     | –              | –              | 1 (0,101%)   | –              |

1. 1 На пописима од 1971. до 1991. Бошњаци су пописивани углавном као Муслимани.

| Демографија | Демографија | Демографија |
| Година      | Становника  | Становника  |
| ----------- | ----------- | ----------- |
| 1879.       | 250         |             |
| 1885.       | 327         |             |
| 1921.       | 390         |             |
| 1948.       | 718         |             |
| 1961.       | 939         |             |
| 1971.       | 1.006       |             |
| 1981.       | 993         |             |
| 1991.       | 1.103       |             |

## Култура

### Куд „14. фебруар”
У Дебељацима jе уточиште нашлo и Културно-умјетничко друштво „14. фебруар”, коje je основано 14. фебруара 2007. године. Друштво имa 50 наступа сваке године, а броји 50 активних чланова. Чланови су гостовали у Чешкоj, Србији, Хрватској, Турскоj, Бугарскоj и у великом броју општина Босне и Херцеговине. Кореограф и предсједник друштва jе Драган Кавић. На наступима се најчешће изводе игре из околине Београда, Шумадиje, Лесковца, Вртлог и мноштво других.